# Bolado
El bolado es un bollo repostero servido en España desde el siglo XVIII como acompañamiento de diversas bebidas, siendo la más habitual una jícara de chocolate caliente.

## Historia
Algunos autores mencionan que un pastelero catalán denominado Bartolomé lo descubrió por error en el año 1839. Alejandro Dumas en su viaje por España narra cómo al llegar en 1846 a Tolosa en compañía de unos amigos le ofrecieron un bollo denominado bolado de color blanco y rosado. Un dulce muy similar es el azúcar rosado blanco. 

## Costumbres
Estos bollos se servían  en ciertos eventos específicos como pueden ser celebraciones de fin de curso universitarias, fiestas populares, romerías, etc.